# 드론작전사령부
드론작전사령부(ROK Drone Operations Command)는 드론 전력을 활용한 작전 및 그 지원에 관한 업무를 관장하기 위하여 설치된 대한민국 국방부 직할 작전사령부이다. 2022년에 일어난 조선인민군의 무인기 무단 침범 사건을 계기로 적의 무인기를 막고 반격할 수 있는 역량을 갖추고 감시, 정찰, 타격, 심리전, 전자전 임무를 수행할 무인기 작전 전담부대의 필요성이 제기됨에 따라 창설되었다. 대한민국 국군의 무인기 작전을 지휘통제하며 드론전력을 활용하여 적 무인기 대응을 위한 탐지·추적·타격 및 전략적·작전적 감시·정찰, 타격, 심리전, 전자기전 등의 군사작전에 대한 계획 수립 및 시행에 관한 임무를 수행한다.

## 역사
2023년 6월 20일, 본부를 둘 부지와 TOE, 인원이 모이는 대로 드론작전사령부를 9월에 창설할 구체적인 계획이 세워졌음을 발표하였다. 2023년 6월 27일, 드론작전사령부령이 제정되었다. 육군본부는 드론작전사령부 본부를 옛 제6군단 공병여단 본부에 두기로 2023년 6월 30일에 결정하였다.
2023년 9월 1일 창설식을 갖고 국방부 직할부대로 정식 창설되었다. 초대 사령관은 소장 이보형(육사 46기)이다.

## 역대 사령관
- 이보형 - 2023년 9월 1일 ~ 2024년 5월 1일
- 김용대 - 2024년 5월 1일 ~ 2025년 7월 21일 (직무정지)
- 변성은 - 2025년 7월 21일 ~ 2025년 7월 25일 (직무대리)
- 김진오 - 2025년 7월 25일 (직무대리)

## 운영 무인기
1.육군 군단급 무인기
- RQ-101 송골매
- 차기 군단급 무인기(개발중)

2.육군 사단급 무인기
- KUS-7
- KUS-9(개발중)
- 서처 II
- IAI 헤론

3.육군 연대급 무인기
- 리모아이-015, 2004년 실전배치

4.육군 대대급 무인기
- 리모아이-006, 2010년 실전배치

육군 외에도 공군공중기동정찰사령부 제39정찰비행단급에서도 KUS-FS 중고도 무인기, RQ-4 글로벌 호크가 운영하고있다.

## 같이 보기
- 해양무인전력사령부

## 참고
1. ↑  향후 경기도 이천시로 이전 예정
2. ↑  이주혜 (2023년 6월 20일). “드론작전사 9월 창설...'방어.공격작전 수단 활용"”. 《TBS》 (서울특별시 마포구). 2023년 7월 31일에 확인함.
3. ↑  박찬 (2023년 6월 23일). “군 “신설 드론작전사령부 주둔지 선정과 전력 등 확보 중””. 《KBS 뉴스》. 2023년 7월 31일에 확인함.
4. ↑  최경선 (2023년 6월 27일). “국방부, 「드론작전사령부령」 27일부 제정·공포”. 《코나스넷》. 2023년 7월 31일에 확인함.
5. ↑  “드론작전사 ‘포천 6공병여단 부지’ 확정… “주민 불편·피해 없을 것””. 《동아일보》. 2023년 6월 30일. 2023년 7월 30일에 확인함.